# Ymmo
Ymmo († 30 octobre 984) fut abbé du monastère bénédictin de Saint-Gall de 976 à 984.

## Vie
Mentionné doyen dès 973 après Ekkehart I. Il fut élu abbé et investi par l’empereur Otton II à la mi-janvier 976. Il est mentionné comme étant l’abbé de Saint-Gall à trois reprises dans les documents de 976, du 29 octobre et de 980 et 981. Il prit le parti d’Otton II lors du conflit qui l’opposait au duc de Bavière Henri le Querelleur.

## Actes
Tout comme son prédécesseur Notker, Ymmo était considéré comme une personne clémente. Toutefois, il imposa une observation stricte de la règle de saint Benoît. Il a réussi à initier une reprise économique et a récupéré ou racheté certains biens. Le trésor de l'église s’est considérablement enrichi sous son abbatiat. Il a à ce propos fait peindre de nouvelles fresques et élever la chapelle du Saint-Sépulcre ainsi que construit une crypte dédiée à saint Ulrich. Son successeur sera l'abbé Ulrich de Saint-Gall.